# Ubatubesia rabelloi
Ubatubesia rabelloi is een hooiwagen uit de familie Gonyleptidae.